# Atsushi Kimura
Atsushi Kimura (木村 敦志 Kimura Atsushi?, nacido el 1 de mayo de 1984 en Osaka) es un exfutbolista japonés. Jugaba de guardameta y su único club fue el Gamba Osaka de Japón.

## Trayectoria

### Clubes
| Club        | País  | Año         |
| ----------- | ----- | ----------- |
| Gamba Osaka | Japón | 2003 - 2014 |

## Estadística de carrera

### J. League
| Club        | Año   | J. League | J. League | Copa J. League | Copa J. League | Total | Total |
| Club        | Año   | Part.     | Goles     | Part.          | Goles          | Part. | Goles |
| ----------- | ----- | --------- | --------- | -------------- | -------------- | ----- | ----- |
| Gamba Osaka | 2003  | 0         | 0         | 0              | 0              | 0     | 0     |
| Gamba Osaka | 2004  | 0         | 0         | 0              | 0              | 0     | 0     |
| Gamba Osaka | 2005  | 0         | 0         | 0              | 0              | 0     | 0     |
| Gamba Osaka | 2006  | 0         | 0         | 0              | 0              | 0     | 0     |
| Gamba Osaka | 2007  | 0         | 0         | 0              | 0              | 0     | 0     |
| Gamba Osaka | 2008  | 0         | 0         | 0              | 0              | 0     | 0     |
| Gamba Osaka | 2009  | 0         | 0         | 0              | 0              | 0     | 0     |
| Gamba Osaka | 2010  | 0         | 0         | 0              | 0              | 0     | 0     |
| Gamba Osaka | 2011  | 0         | 0         | 0              | 0              | 0     | 0     |
| Gamba Osaka | 2012  | 6         | 0         | 0              | 0              | 6     | 0     |
| Gamba Osaka | 2013  | 0         | 0         | -              | -              | 0     | 0     |
| Gamba Osaka | 2014  | 0         | 0         | 0              | 0              | 0     | 0     |
| Total       | Total | 6         | 0         | 0              | 0              | 6     | 0     |

## Palmarés

### Títulos nacionales
| Título             | Club        | País  | Año  |
| ------------------ | ----------- | ----- | ---- |
| J1 League          | Gamba Osaka | Japón | 2005 |
| Copa J. League     | Gamba Osaka | Japón | 2007 |
| Copa del Emperador | Gamba Osaka | Japón | 2008 |
| Copa del Emperador | Gamba Osaka | Japón | 2009 |
| J2 League          | Gamba Osaka | Japón | 2013 |
| Copa J. League     | Gamba Osaka | Japón | 2014 |
| J1 League          | Gamba Osaka | Japón | 2014 |
| Copa del Emperador | Gamba Osaka | Japón | 2014 |